# Aleurolobus barodensis
Aleurolobus barodensis is een halfvleugelig insect uit de familie witte vliegen (Aleyrodidae), onderfamilie Aleyrodinae.
De wetenschappelijke naam van deze soort is voor het eerst geldig gepubliceerd door Maskell in 1896.
The insect is sometimes known as sugarcanewhite fly. It is a polyphagous pest commonly found on sugarcane, jowar, bajra, barley. The damage is caused by the nymph and adult.